# Svarttjärnen (Silbodals socken, Värmland, 658421-129435)
Svarttjärnen är en sjö i Årjängs kommun i Värmland och ingår i Göta älvs huvudavrinningsområde.